# Plancher-Bas
Plancher-Bas è un comune francese di 1 923 abitanti situato nel dipartimento dell'Alta Saona nella regione della Borgogna-Franca Contea.

## Società

### Evoluzione demografica
Abitanti censiti